# Seznam žijících bývalých suverénních panovníků
Toto je seznam bývalých panovníků suverénních států, kteří jsou naživu. Zatímco většina panovníků si udrží svou pozici po celý svůj život, někteří se rozhodnou abdikovat ve prospěch mladšího dědice, zatímco jiní panovníci jsou sesazeni, když jsou jejich monarchie zrušeny nebo když se moci zmocní násilím jiný vládce. Díky mezinárodní etiketě jsou tito jedinci obvykle stále oslovováni svými panovnickými tituly. Posledním bývalým panovníkem, který zemřel, byl 10. ledna 2023 král Konstantin II. Řecký.

## Žijící bývalí dědiční panovníci suverénních států
| Jméno                      | Titul                    | Vláda                 | Narození           | Věk              | Důvod             |
| -------------------------- | ------------------------ | --------------------- | ------------------ | ---------------- | ----------------- |
| Akihito                    | Japonský císař           | 1989–2019             | 23. prosince 1933  | 91 let a 76 dní  | Abdikoval         |
| Albert II.                 | Král Belgičanů           | 1993–2013             | 6. června 1934     | 90 let a 276 dní | Abdikoval         |
| Tändzin Gjamccho           | Tibetský dalajláma       | 1937–1951             | 6. července 1935   | 89 let a 246 dní | Monarchie zrušena |
| Simeon II.                 | Car Bulharů              | 1943–1946             | 16. června 1937    | 87 let a 266 dní | Monarchie zrušena |
| Juan Carlos I.             | Španělský král           | 1975–2014             | 5. ledna 1938      | 87 let a 63 dní  | Abdikoval         |
| Beatrix                    | Nizozemská královna      | 1980–2013             | 31. ledna 1938     | 87 let a 37 dní  | Abdikovala        |
| Markéta II.                | Dánská královna          | 1972–2024             | 16. dubna 1940     | 84 let a 327 dní | Abdikovala        |
| Gjánéndra                  | Nepálský král            | 1950–1951 a 2001–2008 | 7. června 1947     | 77 let a 275 dní | Monarchie zrušena |
| Hamad bin Chalífa Ál Thání | Katarský šejch           | 1995–2013             | 1. ledna 1952      | 73 let a 67 dní  | Abdikoval         |
| Fuad II.                   | Egyptský a súdánský král | 1952–1953             | 16. ledna 1952     | 73 let a 52 dní  | Monarchie zrušena |
| Džigme Singgjä Wangčhug    | Bhútánský král           | 1972–2006             | 11. listopadu 1955 | 69 let a 118 dní | Abdikoval         |

## Žijící bývalí zvolení monarchové suverénních států
| Jméno                             | Titul                          | Vláda     | Narození          | Věk              | Důvod                                              |
| --------------------------------- | ------------------------------ | --------- | ----------------- | ---------------- | -------------------------------------------------- |
| Sirajuddin Perliský               | Jang di-Pertuan Agong Malajsie | 2001–2006 | 17. května 1943   | 81 let a 296 dní | Konec funkčního období                             |
| François Hollande                 | Andorrský spolukníže           | 2012–2017 | 12. srpna 1954    | 70 let a 209 dní | Neusiloval o znovuzvolení francouzským prezidentem |
| Nicolas Sarkozy                   | Andorrský spolukníže           | 2007–2012 | 28. ledna 1955    | 70 let a 40 dní  | Poražen ve volbách francouzského prezidenta        |
| Abdullah Pahangský                | Jang di-Pertuan Agong Malajsie | 2019–2024 | 30. července 1959 | 65 let a 222 dní | Konec funkčního období                             |
| Mizan Zainal Abidin Terengganuský | Jang di-Pertuan Agong Malajsie | 2006–2011 | 22. ledna 1962    | 63 let a 46 dní  | Konec funkčního období                             |
| Muhammad V. Kelantanský           | Jang di-Pertuan Agong Malajsie | 2016–2019 | 6. října 1969     | 55 let a 154 dní | Abdikoval                                          |

## Žijící bývalý dědičný monarcha nesuverénního státu
| Jméno                | Titul           | Vláda     | Narození      | Věk             | Důvod             |
| -------------------- | --------------- | --------- | ------------- | --------------- | ----------------- |
| Ghalib II al-Qu'aiti | Kuejtský sultán | 1966–1967 | 7. ledna 1948 | 77 let a 61 dní | Monarchie zrušena |